# Sue Hays Whitesides
Sue Hays Whitesides est une mathématicienne et informaticienne théoricienne canadienne, professeur d'informatique et directrice du département d'informatique à l'université de Victoria en Colombie-Britannique, Canada. Elle est spécialiste en géométrie algorithmique et tracé de graphes.

## Carrière
Whitesides obtient un Ph.D. en mathematiques en 1975 à l'université du Wisconsin à Madison, sous la supervision de Richard Bruck avec une thèse intitulée « Collineations of Projective Planes of Order 10 ».  Elle enseigne au Dartmouth College et à l'Université McGill; à McGill, elle est directeur de la School of Computer Science de 2005 à 2008,. Elle rejoint l'université de Victoria, où elle dirige le Computational Geometry and Robotics Lab.

## Activités de recherche
Les thèmes de recherche de Sue Whitesides comprennent les algorithmes, notamment en mathématiques discrètes, géométrie discrète et géométrie algorithmique, la planification de mouvements, le  tracé de graphes, les applications à l'imagerie cérébrale, nanotechnologie.
En 1998, Whitesides est la présidente du comité de programme de l'International Symposium on Graph Drawing à McGill et coprésidente du Symposium on Computational Geometry de 2012.
Sue Whitesides est coauteur d'un livre d'enseignement, et de nombreuses publications en informatique théorique, notamment en géométrie algorithmique.